# Tanytarsus boninensis
Tanytarsus boninensis är en tvåvingeart som beskrevs av Tokunaga 1964. Tanytarsus boninensis ingår i släktet Tanytarsus och familjen fjädermyggor.
Artens utbredningsområde är Guam. Inga underarter finns listade i Catalogue of Life.